# Cabriol
El Cabriol (en castellà Cabriel) és un riu de la península Ibèrica, afluent del Xúquer, que passa per les comarques valencianes dels Serrans i de la Vall de Cofrents, i castellanomanxega de la Serranía de Cuenca. La superfície de la conca és de 4.754,2 km² i la mitjana del seu cabal està en els 220,82 hm³. Neix al peu de la Muela de San Juan (Sistema Ibèric), amb un recorregut de 220 km abans d'unir-se al Xúquer, al municipi de Cofrents. Passa pels pobles de Zafrilla, Marquesado, Alcalá de la Vega, Villatoya, Villargordo del Cabriol i Pajaroncillo. Els seus principals afluents són el Guadazaón, l'Ojos de Moya i l'Albara. Al País Valencià, en destaca la rambla Albosa.
El riu constituïx des d'antic la frontera natural entre els regnes de València i Castella al llarg de més de 50 km, des de l'embassament de Contreras fins a la confluència amb el riu Xúquer a Cofrents. El curs del riu Cabriol és una àrea poc transformada i ben conservada, on habiten ocells protegits com ara l'àguila reial, l'àguila de panxa blanca o àguila cuabarrada i el brúfol o duc, a més d'una rica vegetació. Des de Villargordo del Cabriol es pot accedir a les agulles dels Cuchillos i a la vall de Fuenseca.
Al llarg del seu recorregut hi ha nombrosos balnearis, com ara els Baños de la Concepción i el de la Fuente Podrida (a Villatoya, Castella–la Manxa) i el balneari de Cofrents anomenat Hervideros de Cofrentes.

## Enllaços Interns
- Gorges del Cabriol.